# Gare du Perray
Gare du Perray vasútállomás Franciaországban, Le Perray-en-Yvelines településen.

## Vasútvonalak
Az állomást az alábbi vasútvonalak érintik:
- Párizs–Brest-vasútvonal

## Kapcsolódó állomások
A vasútállomáshoz az alábbi állomások vannak a legközelebb:
- Gare de Rambouillet (Gare de Rambouillet, Párizs–Brest-vasútvonal, Transilien N)
- Gare des Essarts-le-Roi (Paris Gare Montparnasse, Párizs–Brest-vasútvonal, Transilien N)